# Bouwplan (biologie)
Een bouwplan zijn in de biologie de gemeenschappelijke kenmerken en eigenschappen van een systematische groep (taxon). 
Bouwplannen worden vooral in de morfologie opgesteld en in de taxonomie, systematiek en de vergelijkende fysiologie gebruikt. Een bouwplan geeft een samenvatting van homologieën, dus van evolutionair te verklaren overeenkomsten.

Wervelkolom van een geit. Vlnr: staartwervels/stuit, heiligbeen, Lende-, borst- en halswervels
Blad van zaadplant. 1: bladtop 2: hoofdnerf 3: zijnerf 4: bladschijf 5: bladrand 6: bladsteel 7: zijknop 8: stengel

Voorbeelden zijn:
- het bezit van een wervelkolom bij alle gewervelden
- een links-rechts-symmetrie (enkelvoudige spiegelsymmetrie) bij alle dieren in de groep Bilateria
- het bezit van bladeren bij bedektzadigen (Angiospermae).